# Leónia Mendes
Leónia Mendes (Beja, Cuba, 23 de Junho de 1922 - Lisboa, 2 de fevereiro de 2000) foi uma atriz portuguesa.

## Biografia
A mãe era ponto e o pai actor na companhia ambulante dos Rentini e Leónia Mendes nasceu e cresceu, de terra em terra, com o teatro. Tinha nove anos quando pisou o palco pela primeira vez, até aos dezoito – altura em que se fixa em Lisboa, já após a extinção da companhia Rentini – ganha a tarimba de todos os géneros teatrais e torna-se profissional.
Em 1946 que Leónia Mendes chegaria ao Parque Mayer, com a revista “Travessa da Espera”, levada à cena no T. Maria Vitória. Leónia Mendes entra com o pé direito – e durante três décadas será na revista que o seu nome estará no topo dos cartazes, embora outros géneros de teatro a tenham tido como intérprete, da opereta à comédia.
Em 1958 estreia-se em cinema no filme “O Tarzan do 5º Esquerdo”, de Augusto Fraga. Participa depois em vários filmes.
Também fez televisão e gravou alguns discos.

## Televisão (como actriz)
- 1958 - Café Concerto
- 1961 - Quase um Acto de Revista
- 1962 - O Pátio dos Milagres
- 1965 - Cruzeiro de Férias[8]
- 1966 - A Menina do Balcão e o Poeta Enamorado
- 1968 - Melodias de Sempre
- 1971 - Eu Sou a Filha do Rei
- 1978 - Os Galos e as Gajas[9]
- 1980 - Retalhos da Vida de Um Médico[10]

## Teatro
- 1946 - Travessa da Espera - Teatro Maria Vitória[11]
- 1947 - Ó Ai, Ó Linda! - Teatro Maria Vitória[12]
- 1948 - Tico-Tico - Teatro Maria Vitória[13]
- 1951 - Lisboa é Coisa Boa - Coliseu dos Recreios[14]
- 1951 - Agora É Que Ela Vai Boa - Teatro Apolo[15]
- 1956 - Abril em Portugal - Teatro Variedades[16]
- 1956 - Não Faças Ondas - Teatro Variedades[17]
- 1958 - Vinho Novo - Teatro ABC[18]
- 1960 - Taco a Taco - Teatro Maria Vitória[19][20]
- 1960 - Mulheres de Sonho - Coliseu dos Recreios[21]
- 1960 - Chá Chá Chá - Teatro Maria Vitória[22]
- 1962 - Saúde e Totobola - Teatro ABC[23]
- 1963 - Ena, Tantas! - Teatro Variedades[24]
- 1963 - Criadas de Alta Roda - Teatro Monumental[25]
- 1966 - Mini-Saias - Teatro ABC[26][17]
- 1967 - Sete Colinas - Teatro ABC[27]
- 1971 - Cá Vai Lisboa a Cantar - Digressão[28]
- 1972 - Viva a Pandilha - Teatro ABC[29]
- 1974 - Ó Pá, Pega na Vassoura! - Teatro Variedades[30]
- 1975 - As Escandalosas - Teatro Laura Alves[31]
- 1978 - Fardos e Guitarradas - Teatro Ádóque[32]

Lista muito incompleta - Em atualização